# Erwin Kroll
Erwin Kroll (Deutsch Eylau, 3 febbraio 1886 – Berlino, 7 marzo 1976) è stato un compositore, critico musicale, pianista e scrittore tedesco.
Nato a Deutsch Eylau, allora in Germania (oggi Iława, Polonia), si trasferì nel 1900 a Königsberg, per diplomarsi nel locale Königliche Hufengymnasium. In seguito si iscrisse all'Università di Königsberg, dove studiò filologia e musica, conseguendo il dottorato con un lavoro su E.T.A. Hoffmann.
A partire dal 1919 si dedicò interamente alla musica. Si perfezionò a Monaco di Baviera con Hans Pfitzner, collaborando anche con l'Opera di Stato della Baviera.
Nel 1925 tornò nella Prussia orientale, divenendo critico musicale dell'Hartungsche Zeitung, del cui feuilleton divenne responsabile dal 1930.
Nel 1934 si trasferì a Berlino, dove lavorò sia come compositore che come critico musicale. Dal termine della seconda guerra mondiale al 1953 diresse la sezione musicale della radio pubblica Nordwestdeutscher Rundfunk a Berlino.
Gli è stato assegnato il Kulturpreis der Landsmannschaft Ostpreußen per la musica 1960.